# معهد داثا دي بالديس للبصريات
معهد داثا دي بالديس للبصريات (IO-CSIC) هو مركز بحثي عام يتبع المجلس الأعلى للبحوث العلمية في إسبانيا.  

## تاريخ
تأسس معهد البصريات "داثا دي بالديس" سنة 1946 على يد البروفيسور خوسيه ماريا أوتيرو دي ناباسكيس، الذي كان مسؤولًا عن "قسم البصريات" التابع لمعهد "ألونسو دي سانتا كروث" للفيزياء (الكائن في مبنى روكفلر)آنذاك، وذلك ضمن الحرم الجامعي الحالي في شارع سيرانو التابع للمركز في مدريد. وفي عام 1950، انتقل المعهد إلى مقره الحالي، وهو مبنى جديد داخل نفس الحرم الجامعي، وقد صممه المعماري ميجيل فيساك.
في بداياته، ركّز المعهد أبحاثه على مجالي الرؤية وعلم الأطياف، من خلال خطوط بحث شملت البصريات الفسيولوجية، وفحص العين، وتصميم الأنظمة البصرية، والتصوير الفوتوغرافي، والأشعة تحت الحمراء، والبصريات الفيزيائية. ثم توسعت مجالات البحث في مرحلة لاحقة لتشمل المجهر الإلكتروني، ودراسة الأطياف الذرية، والضوء المتلألئ (اللومينسنسيا)، وقياس الألوان، وقياس الضوء. وفي عام 1956، أُعيد تنظيم تبعية المعهد ليخضع لإشراف "هيئة خوان دي لا ثيربا"، وهي هيئة تابعة للمركز تُعني بالتطوير التكنولوجي. 
شهد هذا المعهد البحثي نموًا متواصلًا في مختلف جوانبه، حتى بلغ حجمه الحالي الذي يضم نحو 75 فردًا، من بينهم 20 باحثًا دائمًا. ومن حيث التوازن بين الجنسين، تُشكّل النساء نسبة 40% من العاملين في معهد IODV. ويشغل حاليًا منصب المدير الدكتور خوان دييغو أنيا كاستانيون. 
في الوقت الراهن، تغطي الأهداف العلمية للمعهد مختلف جوانب علم البصريات والفوتونيات، مع تركيز خاص على مجالات مثل البصريات الفسيولوجية، ومعالجة الصور، والقياسات البصرية، وتفاعل الليزر مع المادة، وديناميكا الأنظمة البصرية غير الخطية، والفوتونيات النانوية، والاتصالات البصرية.

## مجموعات وخطوط البحث الحالية
يضم المعهد حاليًا أربع مجموعات بحثية رئيسية تشمل التخصصات التالية: 
- البصريات غير الخطية والفوتونيات النانوية.
- الديناميكا غير الخطية والألياف البصرية.
- الفوتونيات باستخدام أيونات عالية الطاقة.
- الأجهزة العلمية.

بالإضافة إلى مجالات فرعية مثل: 
- بصريات الأغشية الرقيقة.
- قياسات الإشعاع البصري.
- الفوتونيات، والبُنى النانوية، والبصريات فائقة السرعة.
- مجموعة معالجة المواد بالليزر.
- الصور والرؤية.
- البصريات البصرية الحيوية.
- علوم الصورة.

## باحثون بارزون
في قسم الطيفية، تَبع كلٌّ من لورا إغليسياس روميرو، وأولجا جارثيا ريكييلمِه، وخوانا بيياناتو خطى العالِم البارز ميغيل كاتالان سانيودو، حيث واصلوا أعماله البحثية وأسهموا في تطوير هذا المجال. 
أما في قسم تصميم الأجهزة البصرية، فقد برزت أسماء مثل بييداد دي لا ثيربا، وماريا إغوييس، وأنطونيو كورّونس، الذين ساهموا في دفع حدود هذا التخصص من خلال تطوير أدوات ومعدات بصرية متقدمة.
1. 1 2 3 4  GRID Release 2017-07-12 (ط. 2017-07-12)، 12 يوليو 2017، DOI:10.6084/M9.FIGSHARE.5203408.V1، QID:Q33026260